# Alice Belle Northrop
Alice Belle Rich Northrop (Nueva York, 6 de marzo de 1864 - 6 de mayo de 1992) fue una botánica, profesora y exploradora estadounidense.
Sus padres Franklin Rich y Mary Althouse la tuvieron a ella, la mayor y luego dos hermanos y otra hermana. Todos fueron falleciendo antes de que ella cumpliera treinta y cuatro años. Concurrió a escuelas públicas y al Hunter College. Y luego enseña en diferentes colegios por un corto período. 
En 1889, con veinticinco años, se casa con John Isiah Northrop, instructor de Botánica y de Zoología en la Universidad de Columbia. La pareja comienza a explorar en búsqueda de flora, pero en 1891, el Dr. Northrop muere a consecuencia de una explosión de laboratorio en la "Escuela de Minas de Columbia". Ya habían tenido un único hijo, John Howard Northrop (premio Nobel de Química, 1946), que nace días después del deceso paterno. Sufrirá largas y severas enfermedades, pero lentamente fue reponiéndose. Fue instructora de Botánica en el "Hunter College". No volvió a casarse, y suspendió sus viajes durante la crianza del niño.
Viaja mucho por EE. UU. y Canadá (oeste y noroeste), Centroamérica, Caribe, en una época donde muchas de esas regiones eran considerablemente inaccesibles no solo para una mujer extranjera, sino para el propio varón. Siempre fue visionaria en mostrar al ciudadano de las urbes las maravillas naturales. Así, funda la "Liga de la Escuela de la Naturaleza" en 1917. Y posteriormente se establece la "Northrop Memorial Nature Camp" en su propiedad de Mt. Washington, Mass., continuando su obra.
En 1919 se muda a su granja de High Meadows, Great Barrington, Mass. Mientras iba en automóvil con colegas para completar arreglos de la Fundación, sufre un siniestro en un paso a nivel ferroviario, muere el 6 de mayo de 1992[cita requerida] en Nueva York. 

## Algunas publicaciones
- Northrop, JI; AB Northrop. 1890. Plant Notes from Tadousac & Temiscouata County, Canada. Bull. Torrey Bot. Club 17 (2): 27-32

### Libros
- A Naturalist in the Bahamas, coautor su esposo. Ed. H.F. Osborn (ca. 1910)
- Through Field & Woodland, a guide to upland flora in New England. Ed. O.P. Medsger (NY: Putnam, 1925)

Realiza numerosas contribuciones a revistas botánicas, y clasificó nuevas especies, y envió especímenes al Museo Americano de Historia Natural, al Gray Herbarium de Harvard, al Jardín Botánico de Nueva York, y al "Woods Hole Marine Biological Laboratory". 
- La abreviatura «Northr.» se emplea para indicar a Alice Belle Northrop como autoridad en la descripción y clasificación científica de los vegetales.[1]